# 潘朔端
潘朔端（1901年10月19日—1978年9月14日），又名潘燮，字孝源（元），男，云南威信人，中华民国陆军少将、中华人民共和国政治人物。

## 生平

### 早期生涯
潘朔端是云南省威信县长安乡潘家山人。弟兄姐妹四人，潘朔端排行第三。1918年，考入云南省立第一中学。1926年1月考入黄埔军校第四期步兵科，10月毕业后派任中央军事政治学校入伍生第1团少尉排长。1927年3月调升国民革命军第3军第8师政治部上尉科员，7月升任第8师政治部总务科少校科长兼工兵营指导员。1928年7月离职后闲居上海。1929年2月，经卢濬泉邀请回滇，4月出任讨逆第十路军军官候补生队第4中队上尉中队长，后因宣传左倾和反抗军阀，被革职。10月改任第98师军士队（原军官候补生队改编）第4中队上尉中队长。1930年10月调升第98师步兵第6团第3营（1931年4月所部改称讨逆第十路军步兵第3旅第8团第3营，1935年2月29日所部改称剿匪第2路军步兵第3旅第6团第3营）少校营长，1936年1月调升剿匪第2路军步兵第3旅第5团第1营（1937年6月19日所部改称独立第23旅步兵第5团第1营）中校营长。

### 抗日战争时期
卢沟桥事变，滇军将领龙云将部队改编成国民革命军第60军，下辖182、183、184三个师，潘朔端任第六十军第183师步兵第541旅1081团长（1939年2月所部改称第183师步兵第547团），参加台儿庄战役，率部与日军发生肉搏战，战事惨烈，获得五等宝鼎勋章。之后参加武汉会战、长沙会战。1940年6月18日升任183师少将副师长。1941年5月兼任中央训练团党政训练班第1大队第2中队中队附（6月免去兼职）。1942年，日军经缅甸进入云南境内，并攻占腾冲、龙陵，直抵怒江。云南省主席龙云接受卢濬泉保荐，潘朔端于6月12日接任滇黔绥靖公署步兵第六旅（辖两团）少将旅长。1943年7月10日，滇军第六旅扩编为暂编二十三师（辖三团），潘朔端升任少将师长。1945年3月9日叙任陆军步兵上校。9月，进入越南，接受日本军队投降，10月10日获颁忠勤勋章。抗战结束后，暂编二十三师分编到各师，潘朔端于11月21日调任第60军184师少将师长。

### 第二次国共内战、投共
1946年4月间，潘朔端率领184师，从越南通过海运到东北参加国共内战，下设550团、551团、552团，归新六军廖耀湘指挥。1946年5月5日获颁胜利勋章。5月27日，民主联军逼近海城时，黄埔军校同班同学林彪写密信给潘朔端，随后他找副师长郑祖志、参谋长马逸飞、团长魏瑛开会，率部在海城宣布投诚。部队改编为中国民主同盟军第1军（辖第184师、新编第1师），潘朔端任军长。

1947年秋，潘朔端到东北军政大学学习。1948年5月，潘朔端调任嫩江军区副司令员，同年12月调任中国人民解放军第四野战军第十二兵团副参谋长。

### 中华人民共和国成立后
随后率部随宋任穷、周保中大军南下进入云南，与第二野战军四兵团陈赓所部会师昆明。1950年2月任西南军政委员会委员、昆明市人民政府市长，此后长达二十年担任市长。他在接任之初，即平定物价、整顿市场，成立救济会和福利事业，整顿治安与社会秩序。1955年，授一级解放勋章。1958年，修建昆明钢铁厂至矿山公路，潘朔端兼任总指挥。此后他主张建设昆明为旅游城市，并修建动物园、公路和街道种植。
文化大革命期间，潘朔端受到冲击，于1968年8月被免职，1972年4月才以昆明市革命委员会副主任才恢复主持政府工作。1977年12月当选为云南省政协常务委员，1978年3月当选全国政协委员，6月因病离职，8月30日因失血过多，住进医院。9月14日，因抢救无效病逝，终年78岁。